# Aero Ae-145

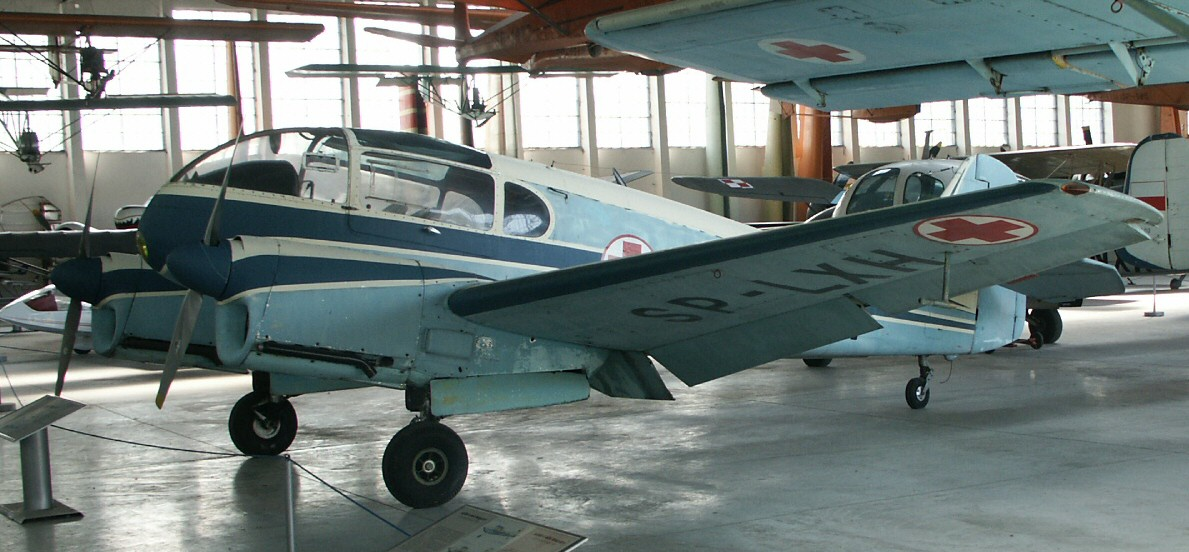
Aero Ae-145 van de Poolse Luchtambulance

De Aero Ae-145 (ook wel bekend als; Let Aero Ae-145, Aero-145 en Ae 145) is een Tsjechoslowaaks tweemotorig laagdekker-verbindings- en klein passagiersvliegtuig gebouwd door Let toen deze nog bekendstond als SSP. De Ae-145 is een verdere ontwikkeling op de Ae-45 van Aero en de verbeterde versie, de Ae-45S, die al in productie was bij Let. 162 stuks werden er tussen 1959 en 1963 geproduceerd.

## Specificaties
- Bemanning: 1, de piloot
- Lengte: 7,77 m
- Spanwijdte: 12,27 m
- Hoogte: 2,3 m
- Vleugeloppervlak: 17,09 m2
- Leeggewicht: 960 kg
- Max. startgewicht: 1 500 kg
- Motoren: 2× Avia M-332, 103 kW (140 pk) elk
- Maximumsnelheid: 282 km/h
- Kruissnelheid: 250 km/h
- Vliegbereik: 1 700 km
- Plafond: 5 900 m
- Klimsnelheid: 5 m/s